# Chauvigné
Chauvigné é uma comuna francesa na região administrativa da Bretanha, no departamento Ille-et-Vilaine. Estende-se por uma área de 17,69 km². Em 2010 a comuna tinha 845 habitantes (densidade: 47,8 hab./km²).